# فیلیپ نیکو
فیلیپ نیکو (فرانسوی: Philippe Nicaud‎)؛ ‏ ۲۷ ژوئن ۱۹۲۶) خواننده، ترانه‌سرا و بازیگر تئاتر، سینما و تلویزیون اهل فرانسه و همسر کریستین کرری بود.
از جمله آثار او، می‌توان به بازی در مجموعهٔ تلویزیونی جزیره اسرارآمیز و فیلم‌های بی‌غیرت ارجمند، وقتی حرف می‌زنی دهنت رو ببند! و قفسی برای دیوانگان ۳: عروسی اشاره نمود.